# Jules Dallet
Pour les articles homonymes, voir Dallet (homonymie).
Marie Hippolyte Jules Dallet, né le 4 janvier 1876 à Paris et mort le 19 février 1970 à Auray, est un artiste peintre français.

## Biographie
Fils de Jean-Baptiste Auguste Dallet et de Marie Victorine Spitz, Jules Dallet est né le 4 janvier 1876 à Paris dans le Xe arrondissement. Il s’est marié avec Marie Joseph Aimée Taoc, née le 8 avril 1865 à Muzillac (Morbihan), le 19 août 1907 à Paris dans le XIVe arrondissement. Leur fille unique, Geneviève, a souvent été prise comme modèle (huile, pastel, gouache ou fusain) par son père.

### Une formation académique
En 1891, âgé de seulement 15 ans, Jules Dallet entre à l’École nationale des arts décoratifs. Il est inscrit dans la classe du peintre Edmond Lechevallier-Chevignard et suit en particulier des cours de dessins d’après modèle vivant. Il apprend également l’architecture et la construction ; il reçoit un prix en dessin d’architecture en 1892.
En 1902, il est reçu à l’épreuve d’admission de l’École nationale des beaux-arts de Paris. Il se forme auprès du peintre Fernand Cormon,, professeur d’atelier qui a eu entre autres comme élèves Adolphe Beaufrère, Émile Bernard, Jean Frélaut, Henri Matisse, John Peter Russel, Chaïm Soutine, Henri de Toulouse-Lautrec et Vincent van Gogh. À 27 ans, Jules Dallet participe à la première édition du Salon d’automne de 1903 au Petit Palais. Il expose de nouveau les années suivantes au Grand Palais (1904, 1905 et 1907).

### Un artiste au front pendant la Première Guerre mondiale
Mobilisé dès le 2 août 1914, Jules Dallet entre au 15e régiment d’infanterie. L’artiste réalise de multiples croquis de ses camarades sur le front de Champagne. Il représente le soldat au repos ou à l’ouvrage creusant des tranchées et façonnant des outils pendant les longs moments d’attente. Cette série de croquis s’échelonne de février 1915 à octobre 1916. Certains croquis exceptionnels ont servi d’illustrations à une série de cartes postales éditée par l’Armée et distribuée aux poilus pour leur correspondance. D’autres ont été présentés à l’Exposition nationale des œuvres des artistes tués à l’ennemi, blessés, prisonniers et aux armées organisée dans la salle du jeu de Paume à Paris du 20 mai au 20 juillet 1915.
Blessé, Jules Dallet est évacué le 30 juillet 1915 ; il retourna au front une fois guéri et fut décoré.

Ses talents de dessinateur sont autrement mis à profit par ses supérieurs car l’Armée recrute d’anciens élèves des Beaux-Arts de Paris, notamment ceux ayant reçu comme Jules Dallet un prix en dessin d’architecture. Il est donc affecté à l’aérostation et incorporé dans la 90e compagnie d’aérostiers en juin 1916 comme observateur sur le front en Champagne pour déterminer l’emplacement des ouvrages et batteries ennemies et ceci jusqu’en février 1919, date de sa démobilisation.

Croquis du front à Foncquevillers (Pas-de-Calais), avril-juin 1915
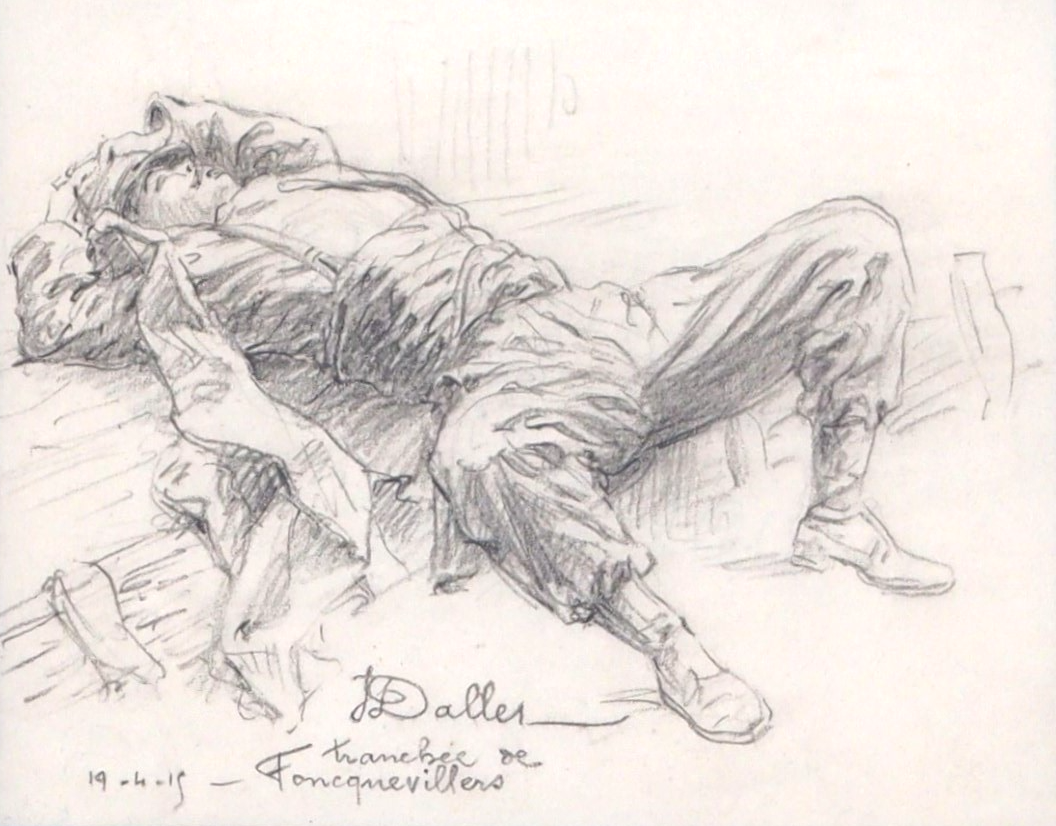
Foncquevillers - soldat au repos, 19 avril 1915
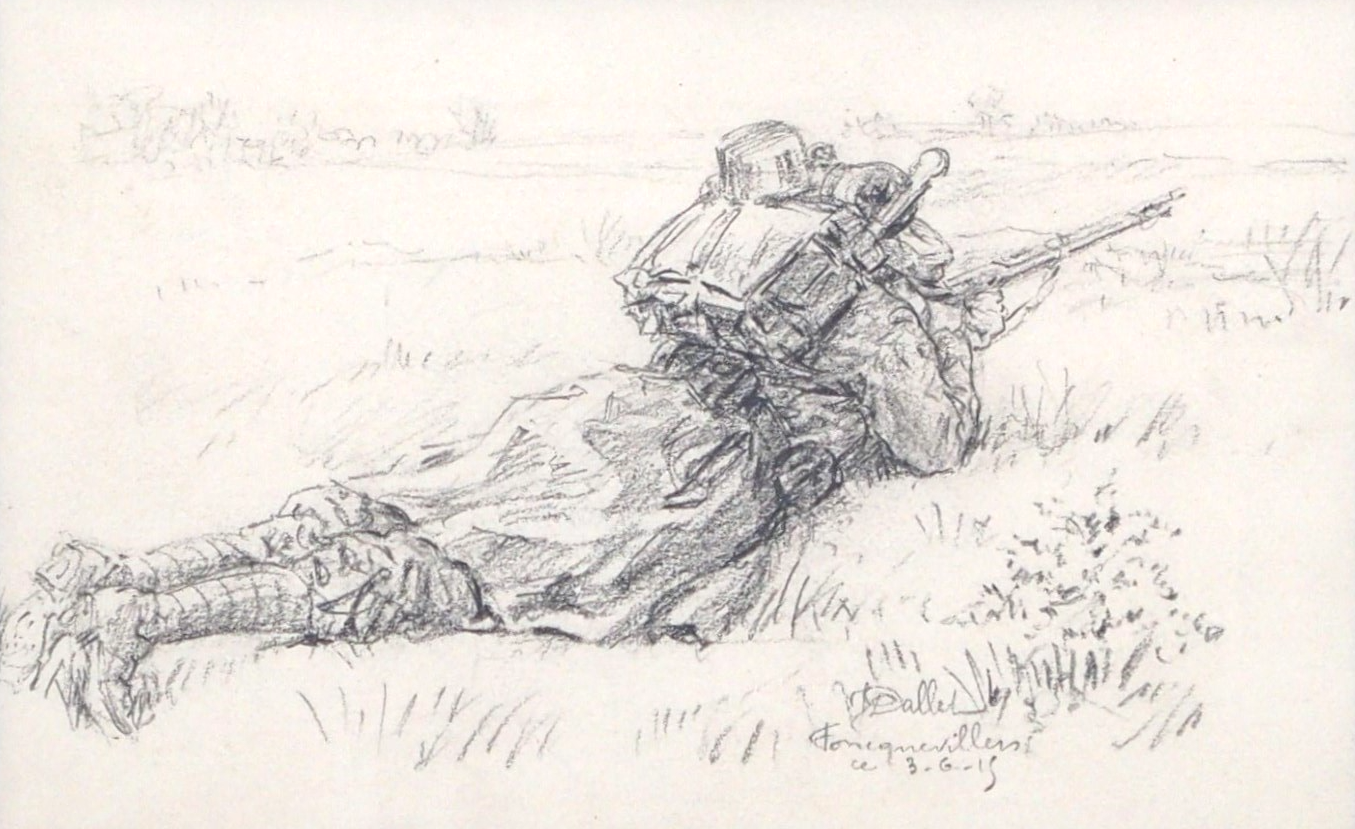
Foncquevillers - soldat à l'affût, 3 juin 1915
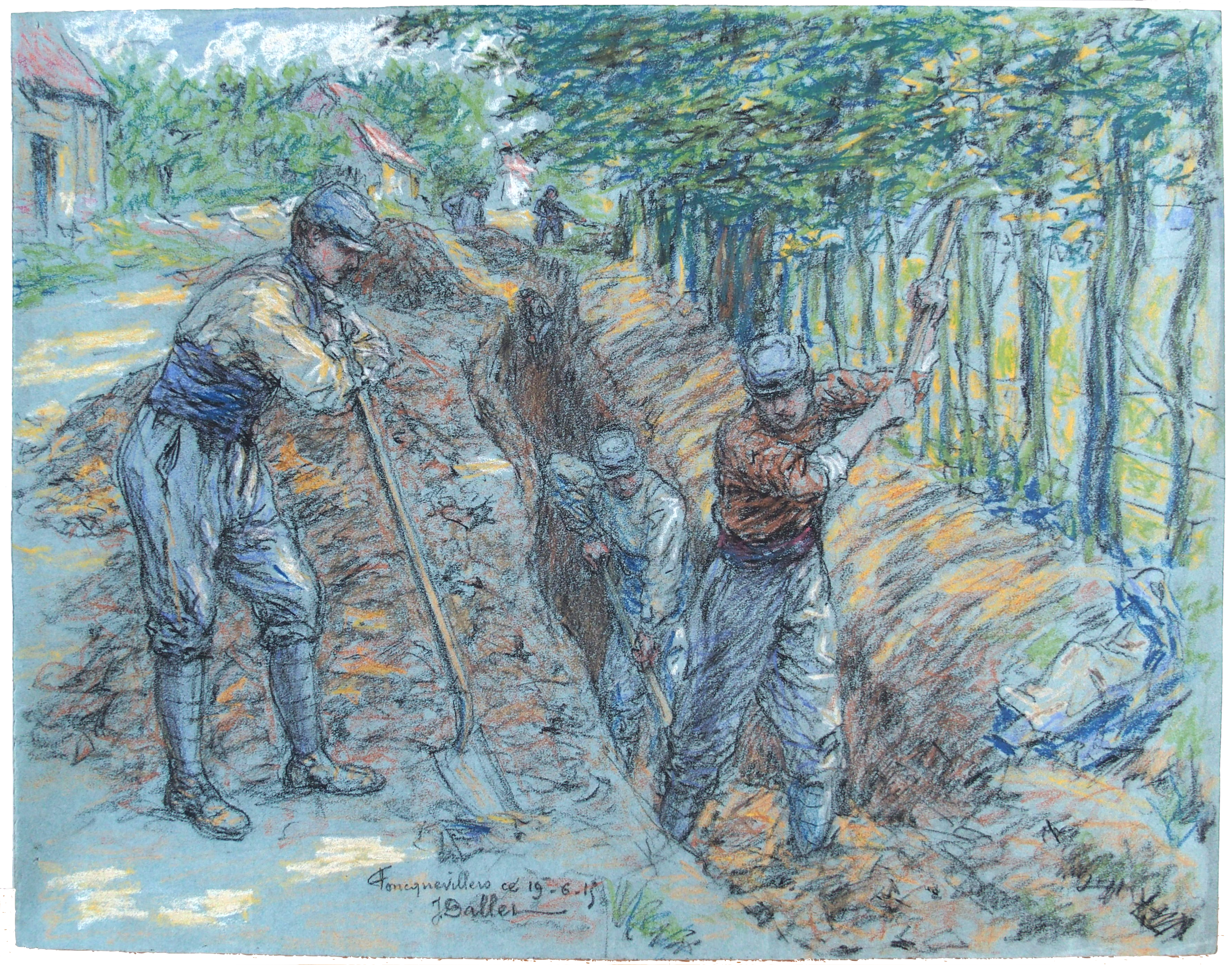
Foncquevillers - Soldats creusant une tranchée, 19 juin 1915

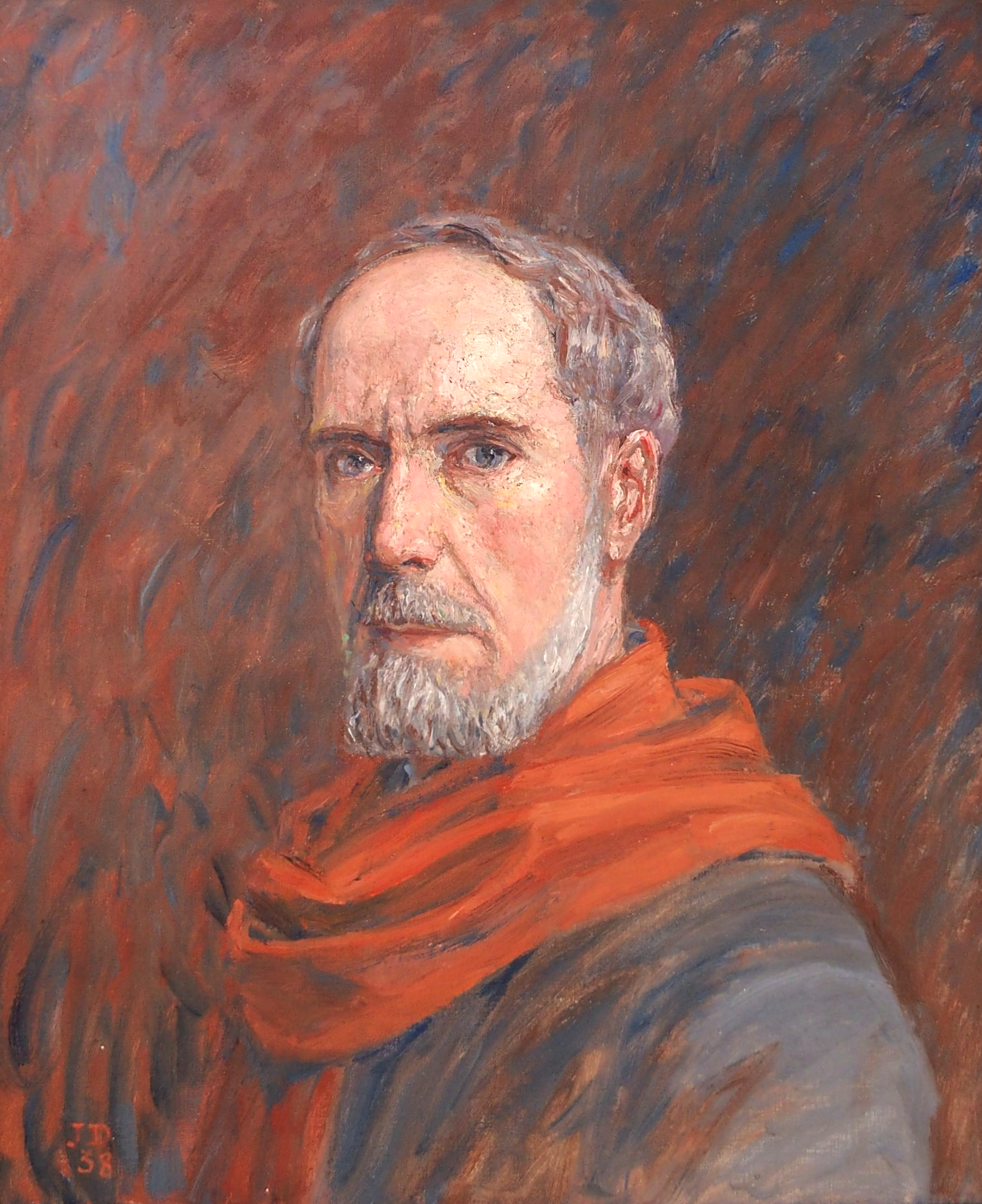
Autoportrait, 1938

### Création de l’Atelier DAL-COUR
À son retour à la vie civile, Jules Dallet retrouve ses camarades d’atelier et Fernand Cormon, son ancien professeur, qu’il a revu pendant la guerre et avec lequel il s’est lié d’amitié.
Jules Dallet crée en 1920 son entreprise dans le IIe arrondissement au 113 rue d’Aboukir, avec son associé Clément Courcier, né à Auxerre en 1872. Ils l’appellent de leurs deux noms : DAL-COUR. Cet atelier de créations graphiques est spécialisé dans le dessin industriel à l’encre de Chine et la mise en page des catalogues de luxe pour les grands magasins. En tant que décorateurs, ils dessinent des vases en céramique, des carreaux de faïence, des meubles, des cheminées et des façades de magasins. Dallet et Courcier puisent leur inspiration dans l’Art nouveau, mouvement artistique de la fin du XIXe siècle et du début du XXe siècle qui s’appuie sur l’esthétique des lignes courbes et l’emploi de motifs floraux. Ils ont également recours aux thèmes médiévaux alors très en vogue.
Jules Dallet continue à peindre et participe à la vie artistique parisienne en exposant au Salon des Beaux-Arts du Cercle militaire du XIVe arrondissement en 1934, 1936 et 1937. Cette même année, il participe au Salon d’art sacré, sous la présidence de Maurice Denis.

### Un peintre breton
Jules Dallet s’installe en Bretagne à partir de 1939. Il habite à Auray dans le quartier du Verger. Il réalise de nombreux tableaux d’Auray et de sa région.
Jules Dallet est mort le 19 février 1970, à 94 ans. Il est enterré au cimetière Saint-Gildas. Sa fille Geneviève, décédée le 11 mars 1981, repose à ses côtés, ainsi que son gendre.

## Œuvre
Jules Dallet était un artiste aux multiples facettes ; son œuvre est constituée d’huiles, de pastels, d’aquarelles, de croquis mais il a également créé et parfois réalisé des objets de céramiques, mobilier-paravents, projets de vitraux.
C’est un excellent peintre de paysages[réf. nécessaire] : un certain nombre de ses toiles représentent Auray et le pittoresque port de Saint-Goustan (le quai Franklin et ses bateaux ; la place Saint-Sauveur et ses maisons en pan-de-bois ; la promenade du Stanguy ; le vieux pont). Il a peint également de nombreux paysages aux environs d’Auray (la rivière du Loch, Locmariaquer et la côte sauvage à Quiberon) mais aussi des vues de la côte bretonne (Le Conquet, le goulet de Brest, Camaret-sur-Mer, Ouessant, Saint-Brieuc…).
Les grands cieux bretons ainsi que la mer et les rivières, les jeux de la lumière et de l’eau étaient pour lui une source d’inspiration inépuisable.
Il a exécuté des huiles en Espagne, en Italie, dans les Pyrénées pour garder le souvenir des paysages découverts lors de ses différents voyages.

Il excellait également dans le portrait[réf. nécessaire] ; deux portraits en pied de jeunes femmes des années 1920-1930 sont représentatifs de son talent.

Galerie de peinture
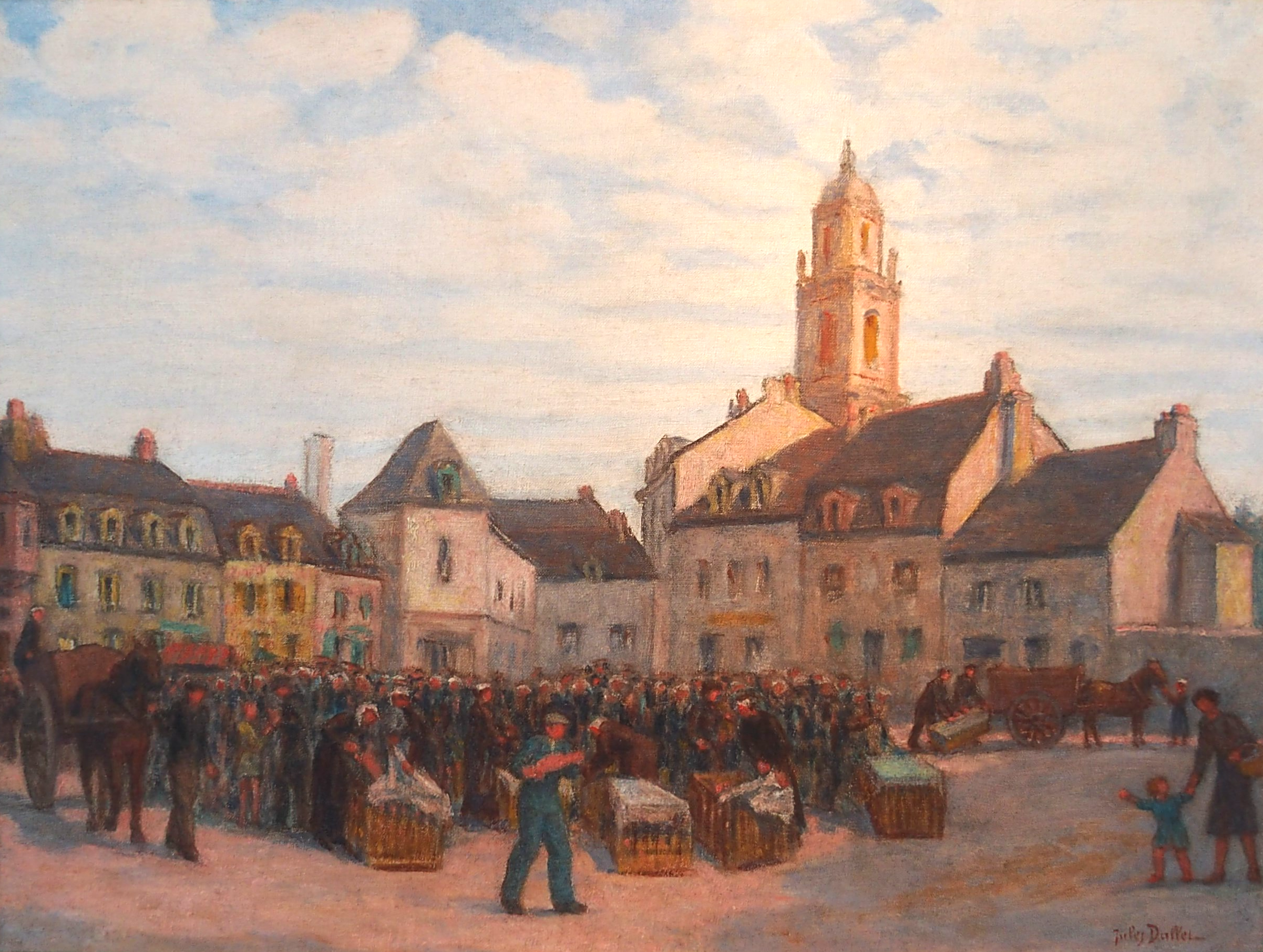
Auray - place Joffre, le marché aux cochons
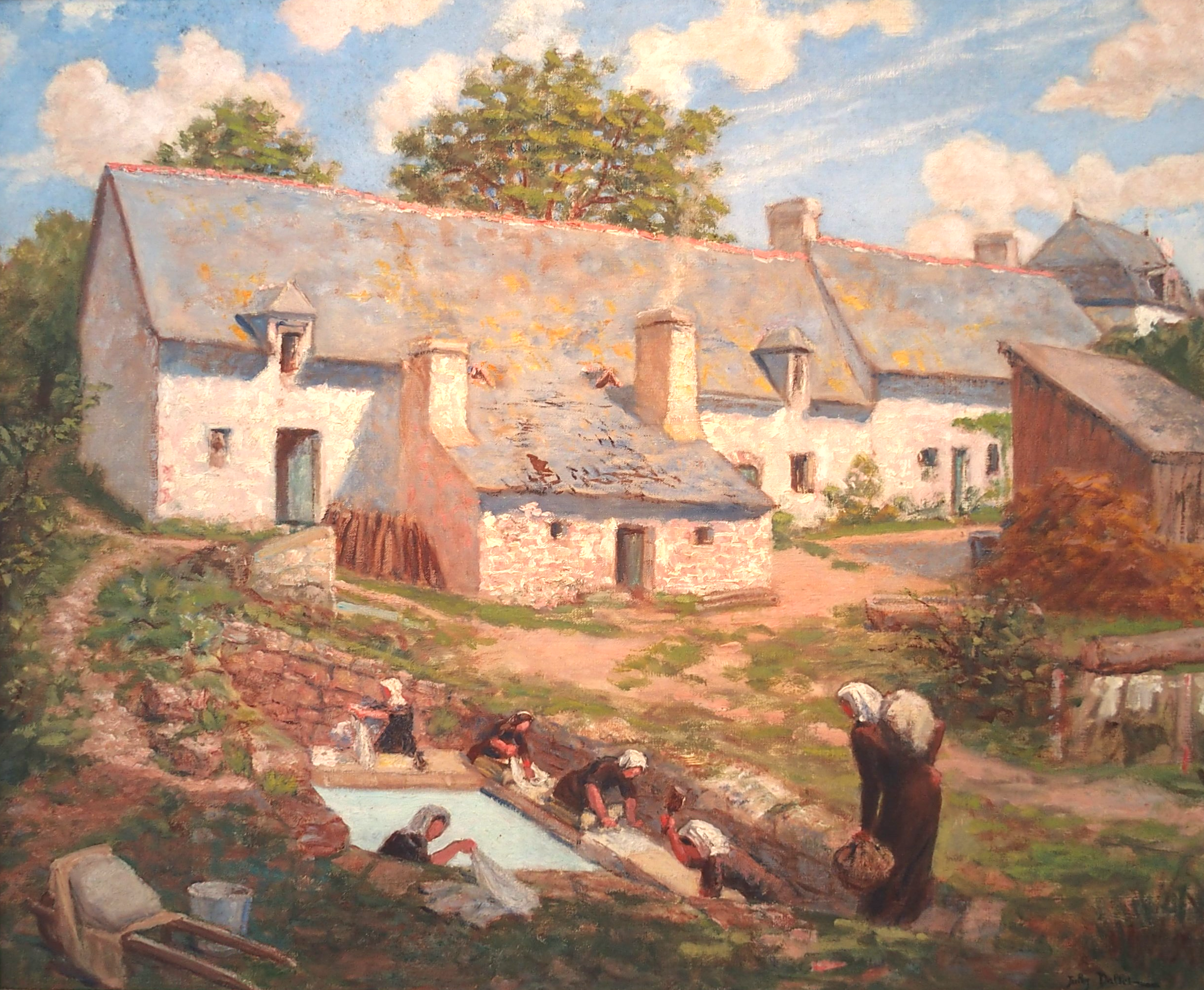
Auray - le Golhérès, les lavandières
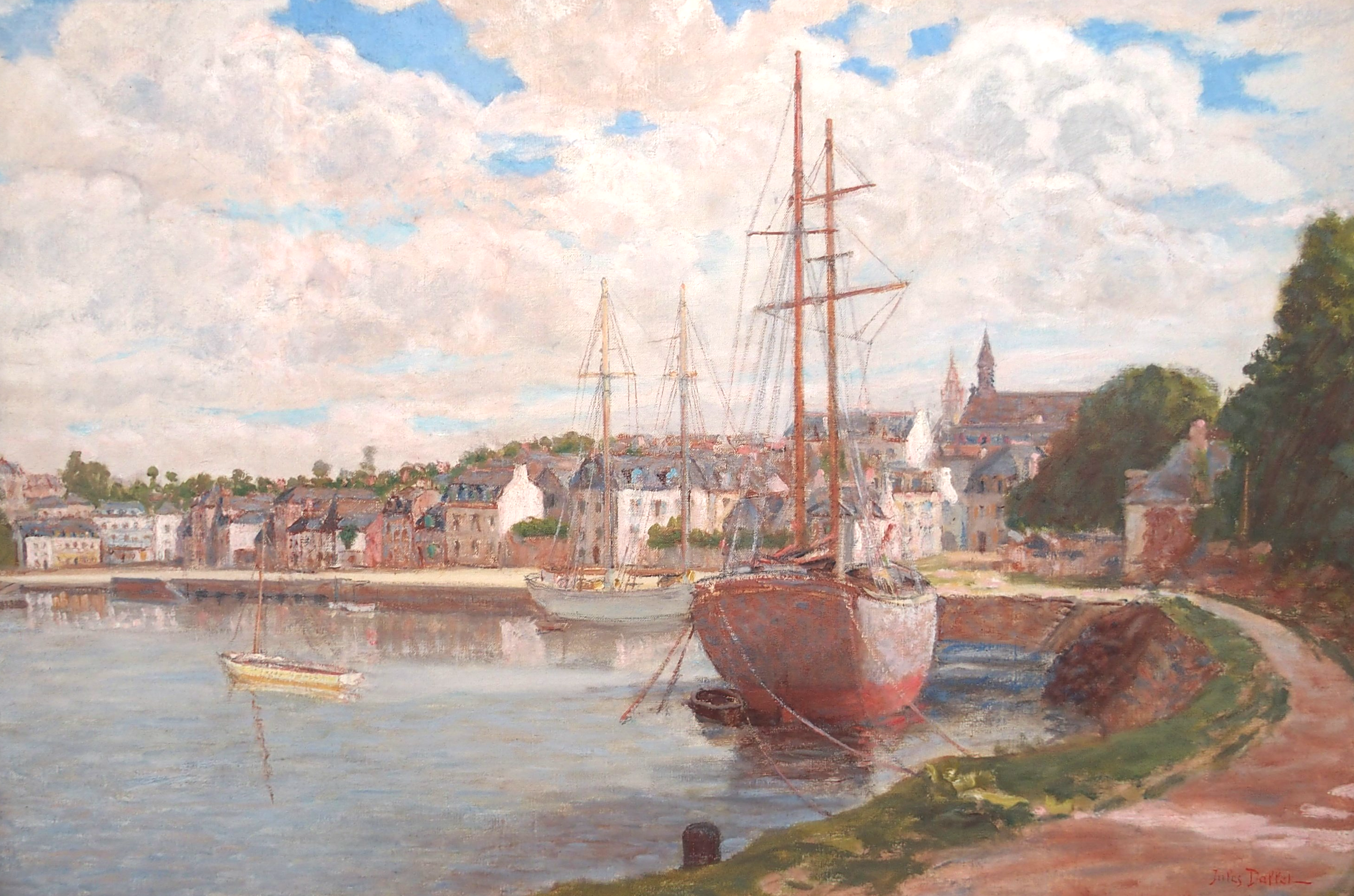
Auray - Saint-Goustan, le Stanguy
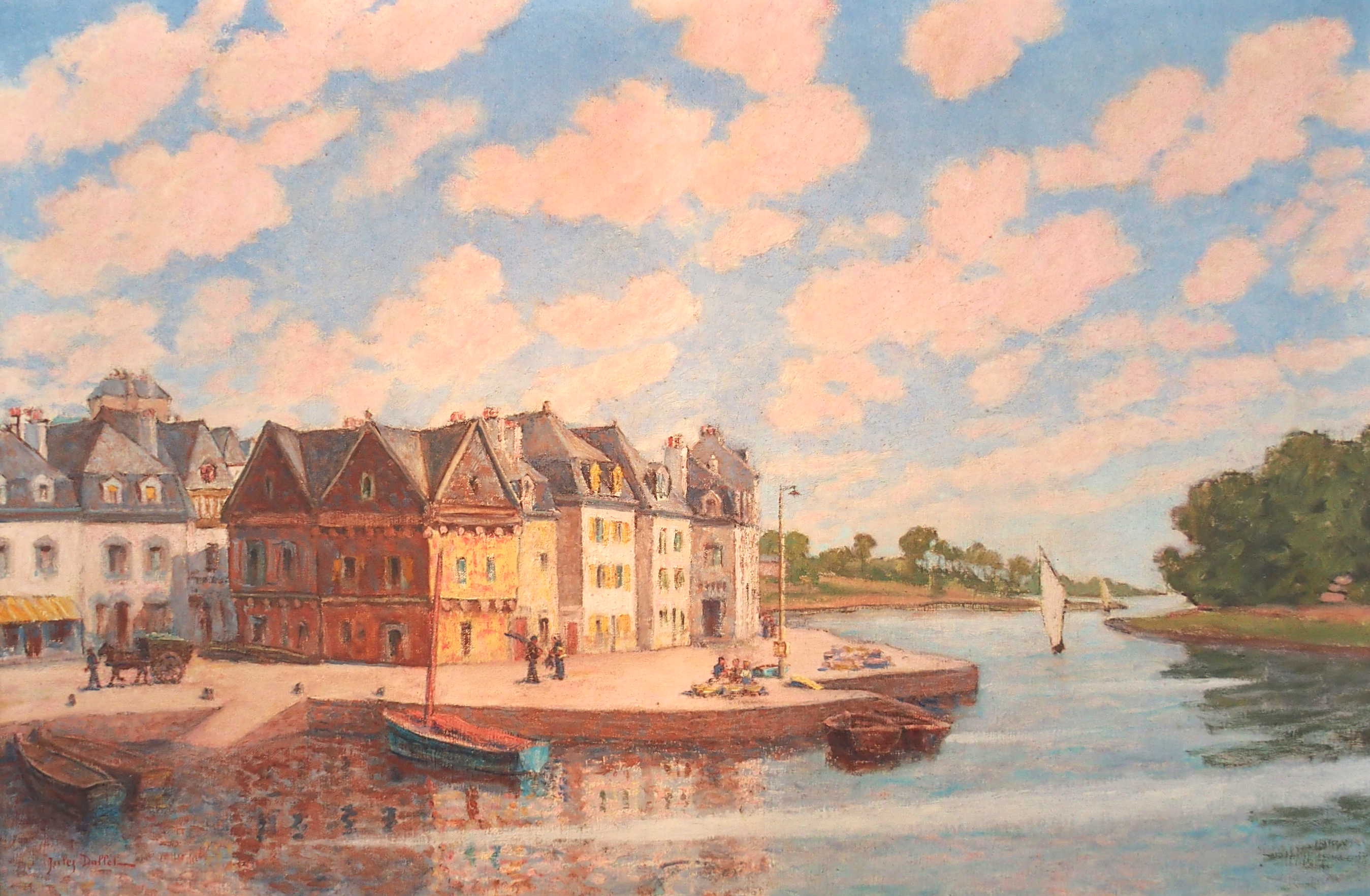
Auray - Saint-Goustan, place Saint-Sauveur
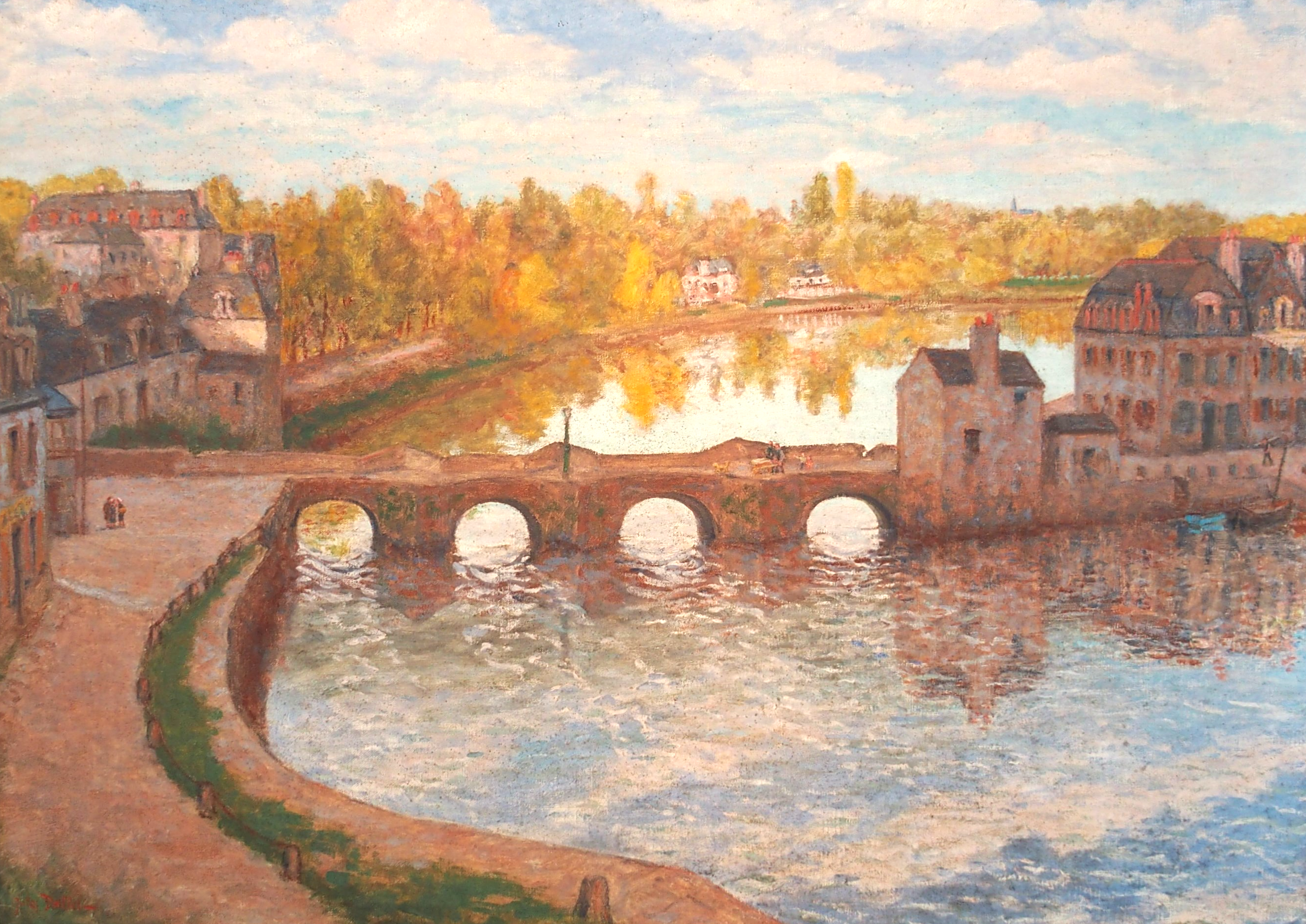
Auray - pont de Saint-Goustan
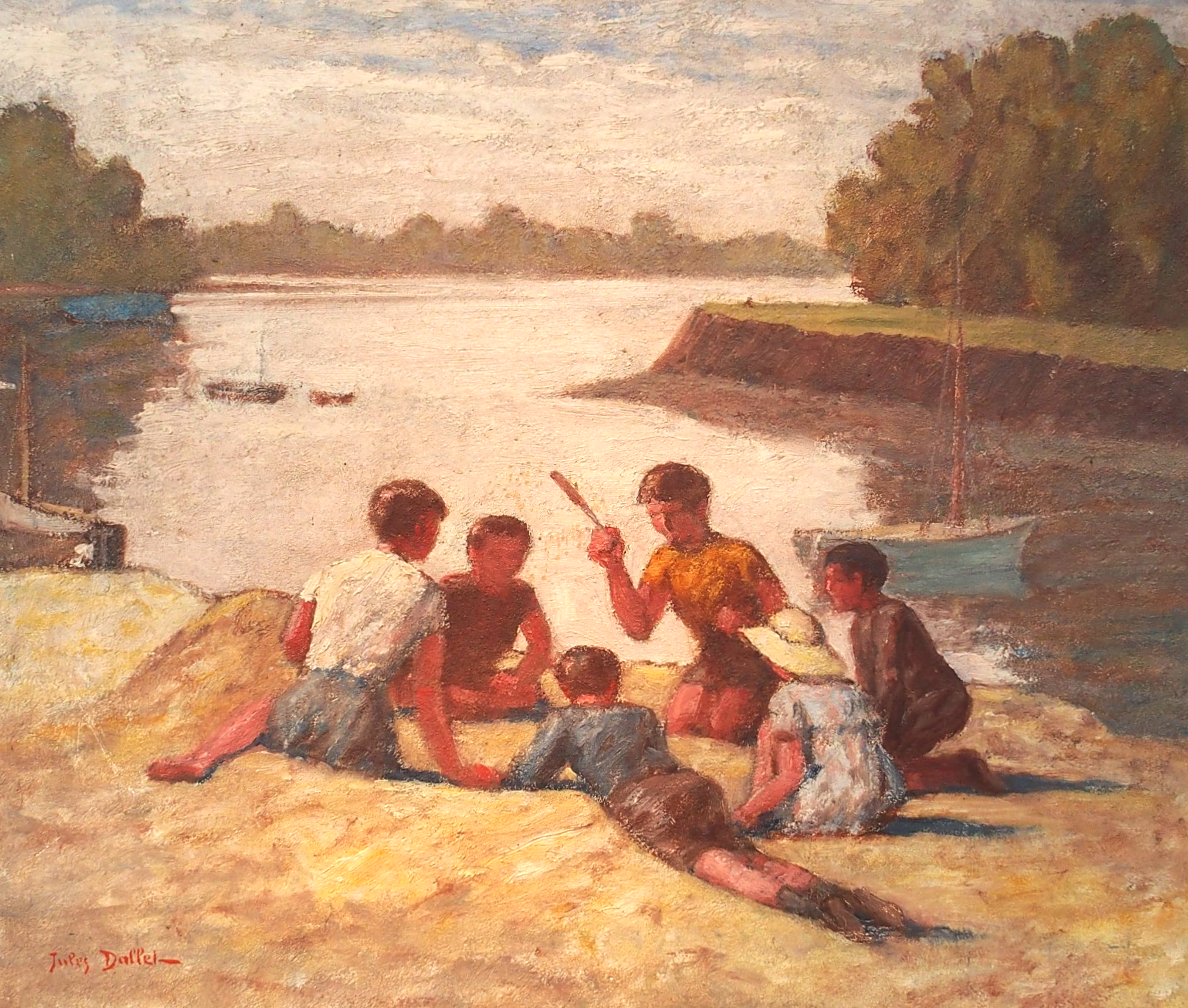
Le Bono - pointe du Boursule, le jeu du couteau
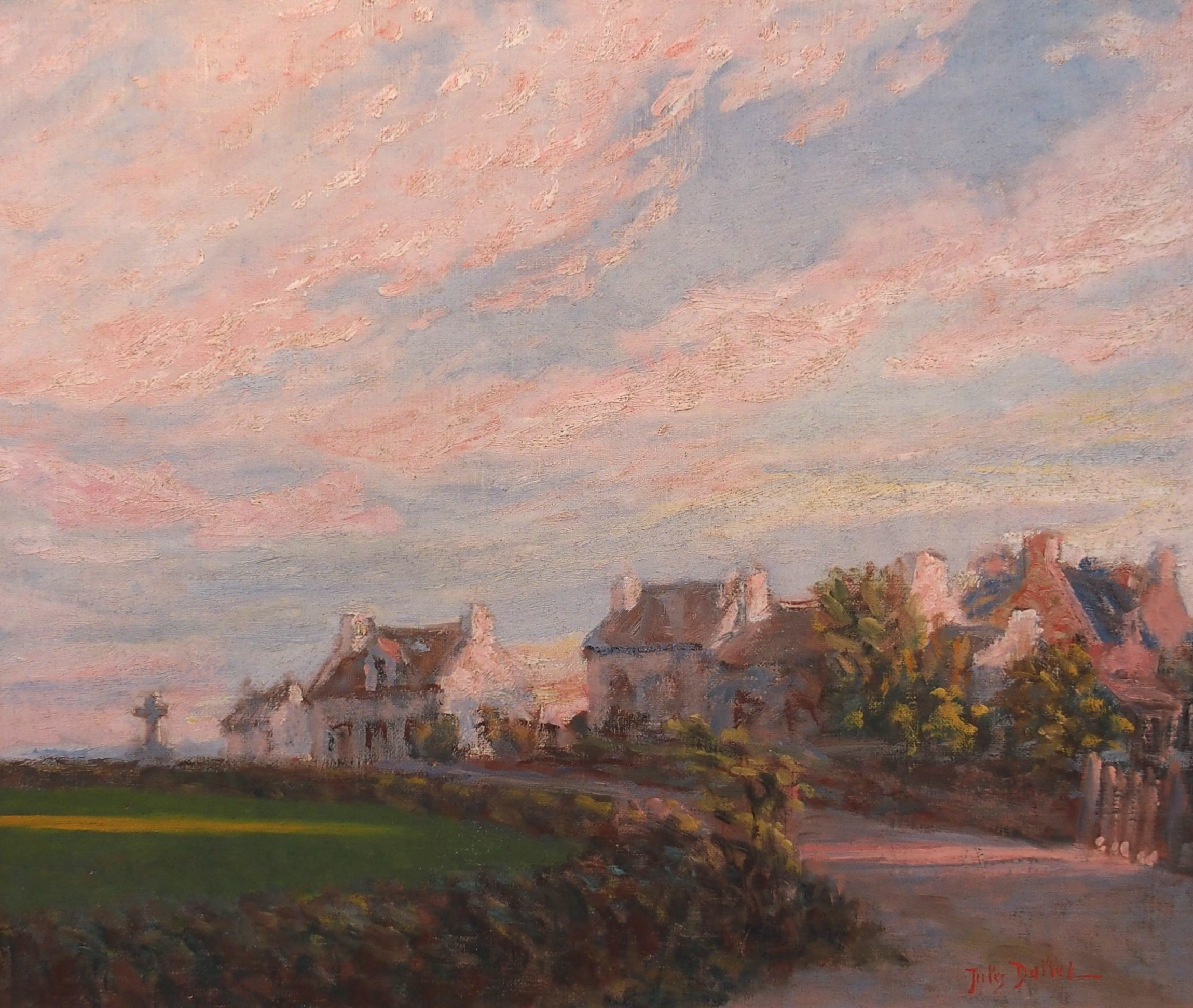
Locmariaquer - la croix des fleurs

## Expositions
- Salons d’Automne, organisés au Petit Palais puis Grand Palais à Paris (1903, 1904, 1905 et 1907).

- Exosition nationale des œuvres des artistes tués à l’ennemi, blessés, prisonniers et aux armées, organisée par la Triennale sous le patronage d'Albert Dalimier, sous-secrétaire d’État aux Beaux-Arts, dans la salle du jeu de Paume à Paris (1915).
- Salons des Beaux-Arts, organisés dans les salons du Cercle militaire, rue du Moulin Vert à Paris (1934, 1936 et 1937).
- Salon d’art sacré, organisé sous la présidence de Maurice Denis à l’église Sainte-Odile à Paris (1937).
- Rétrospective posthume « Jules Dallet, un peintre à Auray », organisée par le Service archives et patrimoine de la Ville d’Auray à la chapelle du Saint-Esprit (2017).